# Hans von Marées
Hans von Marées (Elberfeld, hoy suburbio de Wuppertal, 24 de diciembre de 1837 - Roma, 5 de junio de 1887) fue un pintor alemán.

## Biografía
Nació el 24 de diciembre de 1837 en Elberfeld, hijo del presidente de la Cámara Prusiana en Coblenza, Adolf von Marées (1801-1874) y su esposa Friederike Susmann (1810-1864).
Establecido en Italia en 1864, formó parte de un grupo de artistas alemanes y suizos en ese país, con Arnold Böcklin, Anselm Feuerbach y Adolf von Hildebrand, caracterizado por su estilo idealista frente al naturalismo imperante en la época. Se dedicó principalmente al retrato y el paisaje. En 1869 visitó Francia, Países Bajos y España. Sirvió en la Guerra Franco-Prusiana (1870–71). En 1873 recibió un encargo importante para la confección de una serie de frescos para la Estación Zoológica de Nápoles. A su muerte su obra cayó en el olvido, siendo reivindicada a principios del siglo XX como un antecedente del arte moderno alemán.

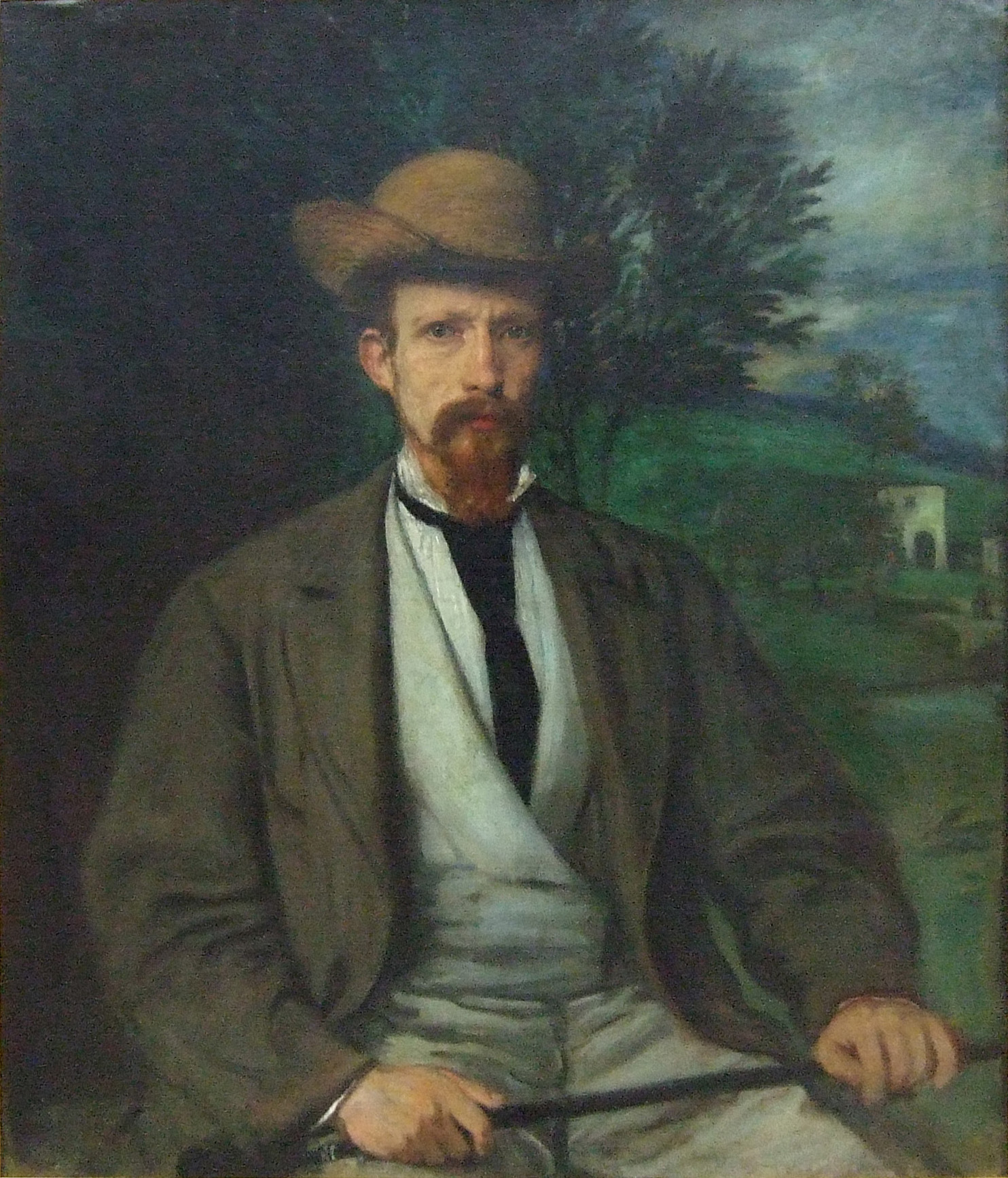
Autorretrato con sombrero amarillo (1874), Antigua Galería Nacional, Berlín.
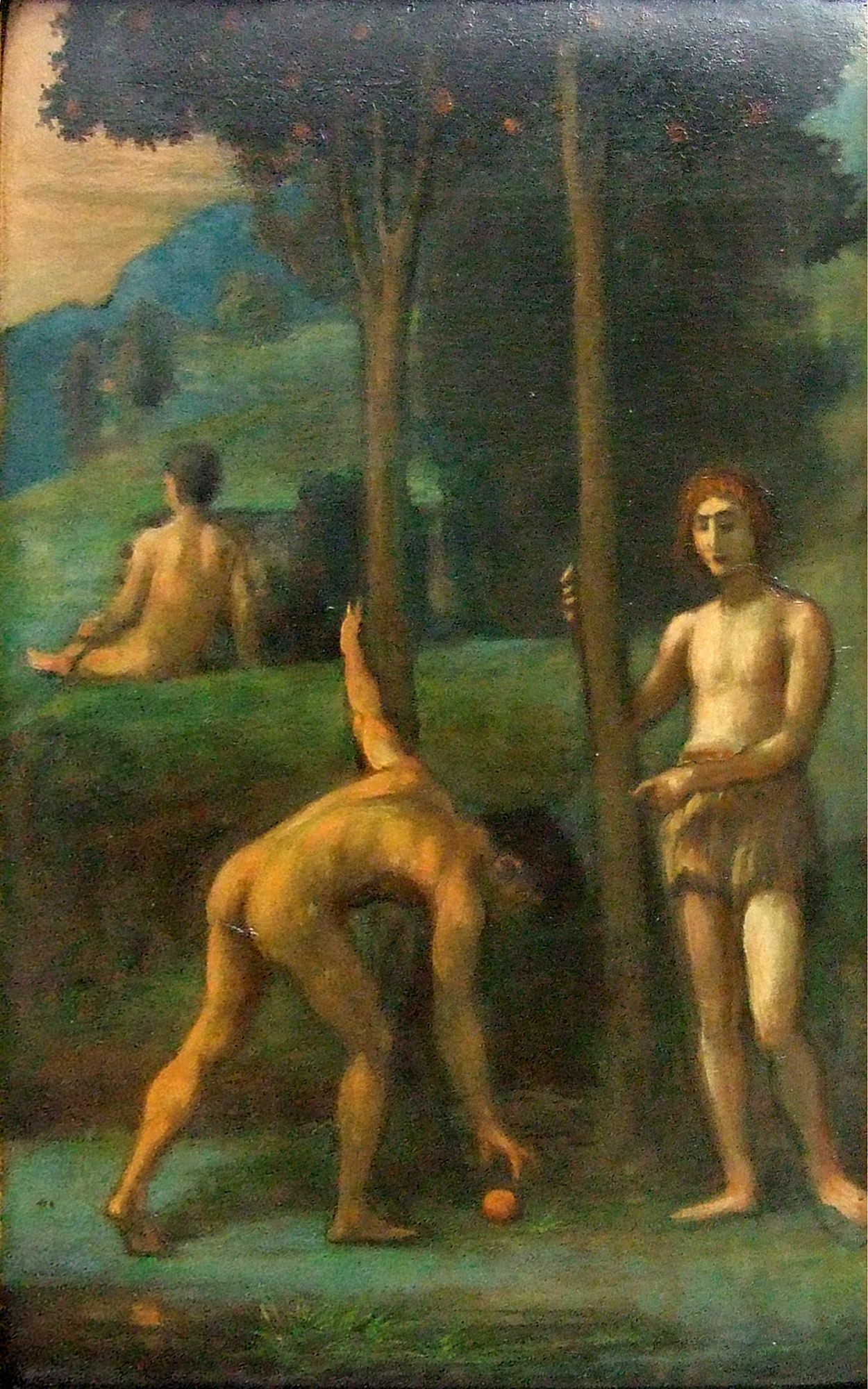
Tres jóvenes en un naranjal (1878-1883), Antigua Galería Nacional, Berlín.
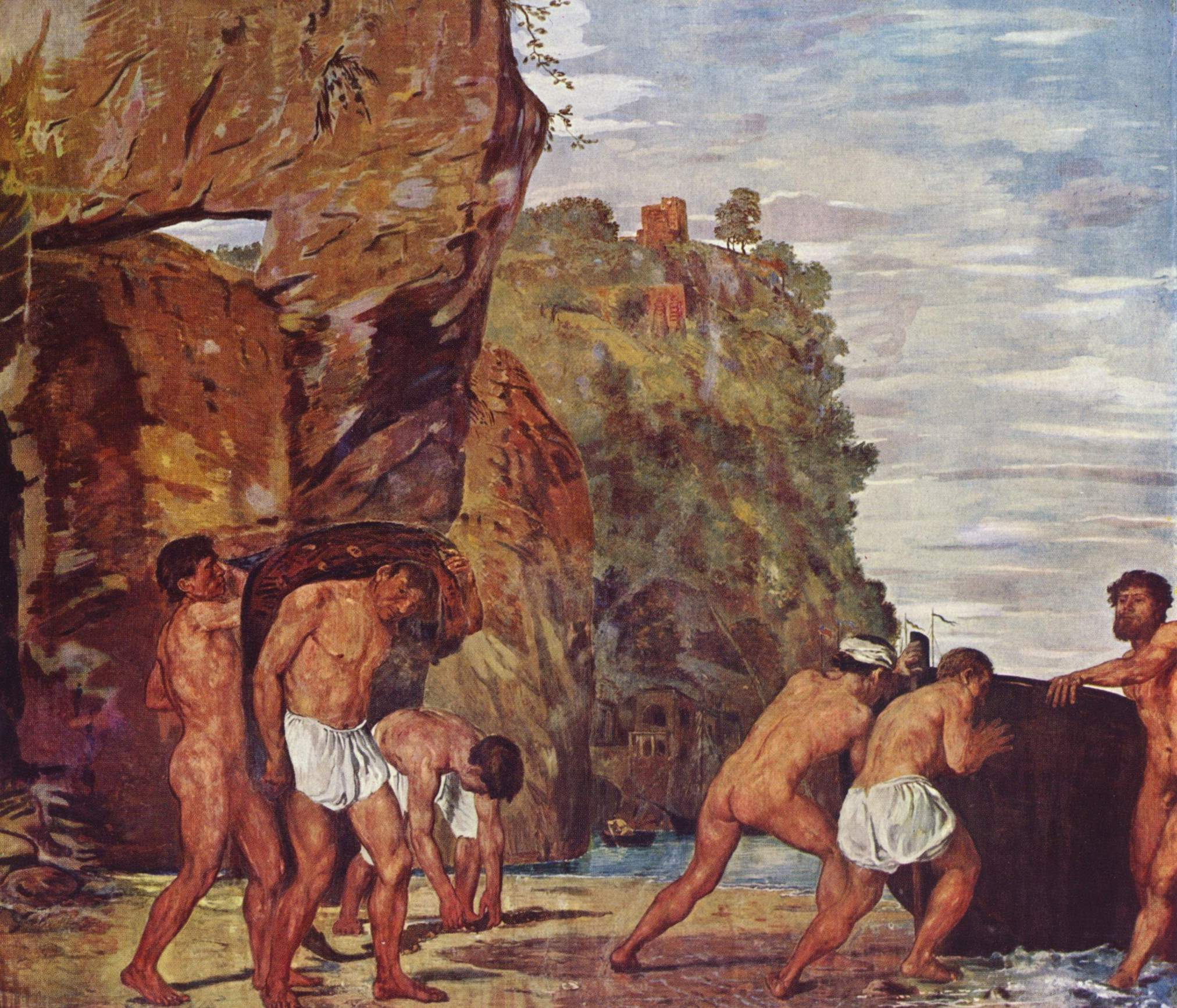
Fresco, Estación Zoológica, Nápoles.